# Erythrorchis
Erythrorchis é um género botânico pertencente à família das orquídeas. É composto por apenas três espécies do sul do Japão, sudeste asiático e leste da Austrália. Podem ser reconhecidas por serem as únicas espécies de orquídeas sem clorofila, de caules muito ramificados que buscam apoio para seus ramos apoiando-se em arbustos, e apresentam inflorescência lisa, ou glabra. São plantas que vivem em estreita simbiose com o fungo micorriza. Sua vida aérea é curta não sendo adequadas ao cultivo doméstico. Durante a maior parte do ano seu complexo sistema radicular permanece adormecido.

## Espécies
1. Erythrorchis altissima (Blume) Blume, Rumphia 1: 200 (1837).
2. Erythrorchis cassythoides (A.Cunn. ex Lindl.) Garay, Bot. Mus. Leafl. 30: 234 (1986).
3. Erythrorchis ochobiensis (Hayata) Garay, Bot. Mus. Leafl. 30: 234 (1986).